# ماريك جانسين
ماريك سكار (بالهولندية: Marijke Jansen)‏ معروفة أيضا باسم ماريك جانسين مواليد 12 نوفمبر 1944 في لاهاي، هي لاعبة كرة مضرب هولندية سابقة. أعلى تصنيف لها في الفردي كان المركز الـ 21 في سنة 1971.

## النهائيات

### الفردي (2)
| الحصيلة | الرقم | التاريخ       | البطولة                 | الأرضية | المنافس        | النتيجة  |
| ------- | ----- | ------------- | ----------------------- | ------- | -------------- | -------- |
| الوصافة | 1.    | 17 يوليو 1972 | النمسا                  | ترابية  | كاتيا إبنجهاوس | 5–7, 3–6 |
| الوصافة | 2.    | 8 يوليو 1974  | السويد المفتوحة، السويد | ترابية  | سو باركر       | 1–6, 5–7 |

## روابط خارجية
- ماريك جانسين على موقع رابطة محترفات التنس (الإنجليزية)
- ماريك جانسين على موقع الاتحاد الدولي لكرة المضرب (الإنجليزية)
- ماريك جانسين على موقع كأس بيلي جين كينغ (الإنجليزية)
- ماريك جانسين على موقع بطولة ويمبلدون (الإنجليزية)
- ماريك جانسين على موقع خلاصة التنس.كوم (الإنجليزية)